# Kiera Cassová
Kiera Cassová, nepřechýleně Kiera Cass (* 19. května 1981 Myrtle Beach, Jižní Karolína) je americká spisovatelka, která napsala šesti dílnou sérii Selekce.

## Životopis
Studovala Univerzitu v Jižní Karolíně a v Radfordu (historii). Nyní žije se svou rodinou v Blackburgu ve Virginii. V roce 2009 vydala svou první knihu The Siren, která se nesetkala s úspěchem. O tři roky později vydala Selekci, která se stala velmi oblíbenou. V roce 2013 vydala pokračování – Elitu – a v roce 2014 třetí díl První. CW Television Network koupila práva na televizní vysílání a dva pilotní příběhy byly zfilmovány. Nikdy nebyla natočena celá série.
V roce 2015 vydala další díl původní trilogie – Dcera a o rok později další díl The Crown. V roce 2015 také vydala knihu povídek ze Selekce s názvem Šťastně až navěky, která kromě čtyř povídek a stejného počtu bonusových scén obsahuje i bonusový epilog, Kde jsou teď?, mapu a různé ilustrace. U nás její knihy vydává nakladelství CooBoo.

### Knižní sérieSelekce
- Selekce – 8. září 2014 (The Selection – 24. dubna 2012)
- Elita – 27. dubna 2015 (The Elite – 23. dubna 2013)
- První – 14. září 2015 (The One – 6. května 2014)
- Dcera – 13. června 2016 (The Heir – 5. května 2015)
- Koruna – 15. května 2017 (The Crown – 3. května 2016)

#### Novely
- The Prince – 5. března 2013
- The Guard – 2. února 2014
- The Selection Stories: The Prince & The Guard – 1. ledna 2014
- The Queen – 2. prosince 2014
- The Epilogue – 2014
- The Selection Stories: The Queen & The Favorite – 3. března 2015
- The Favorite – 6. října 2015
- Šťastně až navěky – 29. srpna 2016 (Happily Ever After – 13. října 2015)
- Selekce – omalovánky – 27. února 2017 (The Selection Coloring Book – 27. prosince 2016)

Zaslíbená
- Zaslíbená - 11. května 2020 (The Betrothed – 5. května 2020)
- Zrazená - 26. července 2021 (The Betrayed – 29. června 2021)

### Ostatní
- Siréna – 13. února 2017 (The Siren – 1. července 2009)
- Tlukot tisíců srdcí – vyjde 30. června 2023 (A Thousand Heartbeats – 29. listopadu 2022)